# اولریش براون
اولریش براون (انگلیسی: Ulrich Braun؛ زادهٔ ۲۳ اوت ۱۹۴۱) بازیکن فوتبال اهل آلمان است.
از باشگاه‌هایی که در آن بازی کرده‌است می‌توان به باشگاه فوتبال آرمینیا بیله‌فلد و باشگاه فوتبال شوارتز-وایس اسن اشاره کرد.